# Alloscirtetica oliveirae
Alloscirtetica oliveirae là một loài Hymenoptera trong họ Apidae. Loài này được Urban mô tả khoa học năm 1977.